# Om judefrågan

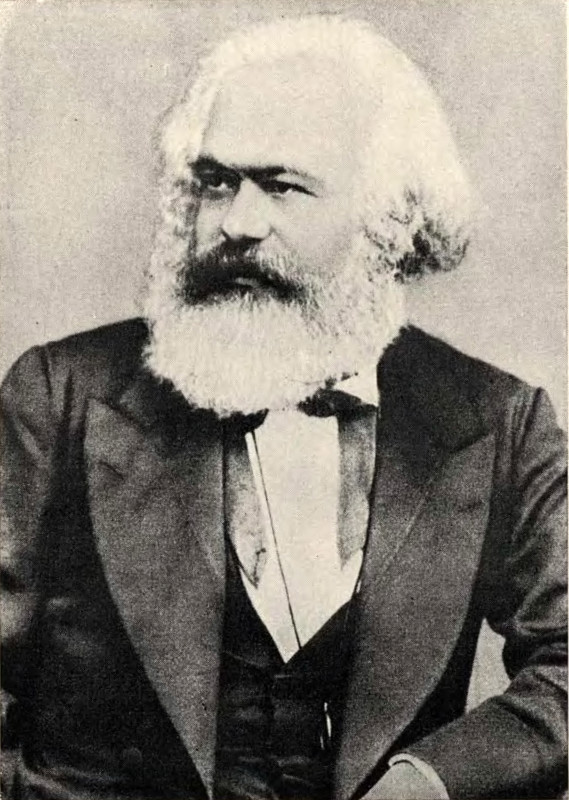
Karl Marx, som kritiserade Bruno Bauers verk.

Om judefrågan (tysk originaltitel: Zur Judenfrage) är en skrift av filosofen Karl Marx från år 1844. I skriften kritiserar han den unghegelianska filosofen Bruno Bauer och hans skrift Die Judenfrage.
Texten har varit omdiskuterad då en del har menat att den är antisemitisk. Den vanligaste tolkningen är dock att den utgör en argumentation för judars rätt att delta i samhällslivet på lika villkor.
Enligt Marx uppfattning misslyckas Bauer att skilja mellan politisk frigörelse och människans frigörelse. Marx anser inte att juden, eller för den delen den kristne, behöver avstå religion. Endast fullständig mänsklig frigörelse kräver att människan avstår religion och detta är inte möjligt i den hittills existerande världsordningen. I den andra delen ifrågasätter Marx den teologiska analysen av judendomen och dess relation till kristendomen gjord av Bauer. Bauer anser att judar har särskilt svårt att avstå religionen då han ser den som ett primitivt stadium av kristendomen, judar skulle alltså behöva övervinna två steg, ett mer än de kristna för att avstå religionen. Marx ger till svar på detta att den judiska religionen inte behöver ha sådan betydelse som Bauer anser då den endast är en andlig reflektion av det judiska ekonomiska livet. Marx startar i och med detta ett komplext och ett något metaforiskt argument som bygger på stereotypen av juden som en finansiell krämare, och ser en koppling mellan judendomen och det samtida borgerliga samhället. Judiska religionen behöver inte försvinna ur samhället, som Bauer hävdar, då det är en naturlig del av det. Marx avslutar i och med detta att de kristna har blivit judar och både judar och kristna behöver frigöra sig från den praktiska judendomen.